# Нянда
Ня́нда — река в России, протекает в Ленском районе Архангельской области. Является правым притоком реки Верхняя Лупья, притока Вычегды (бассейн Северной Двины).

## География
Исток реки находится в 6 км к северо-западу от посёлка Тыва. Устье реки находится в 81 км по правому берегу реки Верхняя Лупья. Длина реки составляет 16 км. Основное направление течения — юг. У станции Урдома (близ устья) реку пересекает железная дорога Котлас — Микунь.
Возле устья находился посёлок Нянда, получивший название по реке и бывший центром сельсовета. В 1963 году Нянда и ещё четыре фактически слившихся ближайших посёлка (Первомайский, Задорожный, Песочный и Прорабский) вместе со станцией Урдома были включены в черту рабочего посёлка Урдома.

## Данные водного реестра
По данным государственного водного реестра России относится к Двинско-Печорскому бассейновому округу, водохозяйственный участок реки — Вычегда от города Сыктывкар и до устья, речной подбассейн реки — Вычегда. Речной бассейн реки — Северная Двина.
Код объекта в государственном водном реестре — 03020200212103000024099.